# آلکوما (ویرجینیا)
آلکوما (به انگلیسی: Alcoma) یک منطقهٔ مسکونی در ایالات متحده آمریکا است که در ویرجینیا قرار دارد. آلکوما ۱۵۵٫۱۵ متر بالاتر از سطح دریا قرار دارد.